# Grusslok
Grusslok (Melica ciliata) är en växtart i familjen gräs. 